# Emmotum
Emmotum es un género de plantas de la familia  Metteniusaceae (anteriormente en Icacinaceae). Es originario de Sudamérica.  La especie tipo es Emmotum fagifolium Desv. ex Ham. que fue presentado  y publicado en  Prodromus Plantarum Indiae Occidentalis  29 en el año 1825.

## Especies
- Emmotum acuminatum Miers
- Emmotum affine 	Miers
- Emmotum apogon Griseb.
- Emmotum argenteum Gleason
- Emmotum celiae R.A.Howard
- Emmotum conjunctum 	R.A. Howard
- Emmotum epogon 	Griseb.
- Emmotum fagifolium Desv. ex Ham.
- Emmotum faia Kuhlm.
- Emmotum floribundum 	R.A. Howard
- Emmotum fulvum 	R.A. Howard
- Emmotum glabrum
- Emmotum harleyi R.Duno
- Emmotum holosericeum Ducke
- Emmotum nitens 	(Benth.) Miers
- Emmotum nudum 	R.A. Howard
- Emmotum orbiculatum 	(Benth.) Miers
- Emmotum ptarianum Steyerm.
- Emmotum yapacanum 	R.A. Howard